# Петер Якаб
Петер Якаб (угор. Jakab Péter, нар. 16 серпня 1980, Мішкольц, Угорщина) — угорський політик. Президент Йоббіка та депутат Національних зборів.

## Походження та кар'єра
Закінчив Університет в Мішкольці в 2004 році. З 2009 по 2010 рік він був учителем історії в середній циганській школі і професійно-технічному училищі меншин імені Калі Яга в Мішкольці. Завжди відкрито говорив про своє єврейське походження. Його прадід помер в Освенцимі. Його бабуся навернулася в християнство в 1925 році і виховала 11 дітей в Мезетурі.
На парламентських виборах 2018 року був обраний членом парламенту. З лютого по червень 2019 року був заступником лідера парламентської групи Йоббік. З червня 2019 року є лідером парламентської групи.
25 січня 2020 року Петер Якаб був обраний президентом Йоббіка.. Він отримав понад 87 відсотків голосів.

## Особисте життя
Одружений, батько трьох дітей.